# Lunnarp
Lunnarp is een plaats in de gemeente Tomelilla in het Zweedse landschap Skåne en de provincie Skåne län. De plaats heeft 343 inwoners en een oppervlakte van 45 hectare. Lunnarp wordt vrijwel geheel omringd door landbouwgrond (vooral akkers). De plaats Tomelilla ligt zo'n vijf kilometer ten westen van het dorp.
In Lunnarp heeft de zuivelfabrikant Skånemejerier een zuivelfabriek met circa 150 werknemers.

## Verkeer en vervoer
Langs de plaats loopt de Riksväg 11. Het dorp heeft ook een station aan de spoorlijn Simrishamn - Tomelilla.
Tomelilla · Brösarp · Onslunda · Smedstorp · Lunnarp · Spjutstorp · Eljaröd · Ramsåsa · Benestad · Andrarum